# Humlangen
Humlangen ist ein Ortsteil der Gemeinde Hüttisheim im Alb-Donau-Kreis in Baden-Württemberg. Der Weiler liegt circa eineinhalb Kilometer nördlich von Hüttisheim.

## Geschichte
Humlangen wird 1339 erstmals urkundlich erwähnt. Der Ort gehörte zur Grafschaft Kirchberg, doch waren einzelne Teile (so 1380 ein Burgstall) an Ulmer Bürger zu Lehen gegeben.

## Sehenswürdigkeiten
Die Kapelle St. Veit wird 1475 erstmals erwähnt. Der Bau wurde 1819 erneuert.